# 후기 복음주의
후기 복음주의 (Post-evangelicalism)란 이머징 교회 현상과 다소 관련된 복음주의 옹호론자들의 운동이다. 그러나 그들은 주류 복음주의 기독교와는 달리 신학적, 정치적, 그리고 문화적 원인들 때문에 자신들을 구별한다. 대부분의 후기 복음주의자들은 어떤 형태에서는 기독교 믿음의 옹호론자들이다.

## 용어의 기원
후기 복음주의라는 용어의 기원은 확실하지 않지만 데이브 톰린슨(Dave Tomlinson)의 저서(Post-evanglelical)에 의해서 알려지게 되었다. 톰린슨은 친구에 의해서 그 용어를 처음으로 들었다고 한다. 그는 복음주의는 근대주의에 응답하는 것이라면 포스트모던 세계에는 더 이상 맞지않다고 하면서 후기 복음주의라는 용어를 퍼뜨렸다.

## 복음주의에 대한 비판
다음과 같이 복음주의 교회에 대한 비판을 한다.
- 개인주의
- 기독교 교리의 정치화, 정치이념을 신학화하는 것
- 민족 중심적, 특별히 미국중심주의
- 사회 과학, 음악, 예술, 철학 그리고 미디어나 문화에 대한 적극적인 참여의 결여
- 물질주의와 소비주의 스타일
- 종교개혁 전통이나 칼빈주의에 대한 강한 반발을 하고 바울에 대한 새 관점과 같은 성경신학의 발전을 도모한다.
- 교단주의와 교회일치 운동에 반대

## 같이 보기
- 속죄
- 건설적인 신학
- 신 수행주의
- 열린 복음주의
- 팔레오-정통주의
- Postdenominationalism
- 후기 자유주의신학

- 속죄
- 구성주의 신학
- 신 수행주의
- 고전정통주의
- 후기 자유주의 신학